# Староміщина
Старомі́щина — село в Україні, у Підволочиській селищній громаді Тернопільського району Тернопільської області. Розташоване на річці Збруч, на сході району. Біля села пролягає автошлях Т 2010 Збараж — Підволочиськ.
Колишній центр сільради. Від вересня 2015 року ввійшло до складу Підволочиської селищної громади.
Населення — 829 осіб (2007).

## Населення

### Мова
Розподіл населення за рідною мовою за даними перепису 2001 року:
| Мова            | Кількість | Відсоток |
| --------------- | --------- | -------- |
| українська      | 822       | 99.40%   |
| російська       | 3         | 0.36%    |
| вірменська      | 1         | 0.12%    |
| інші/не вказали | 1         | 0.12%    |
| Усього          | 827       | 100%     |

## Історія
Перша писемна згадка — 1463 р.
В ХІ-му томі Географічного словника Королівства Польського (Варшава, 1890) подані такі відомості про Староміщину:
|  | Староміщина (пол. Staromiejszczyzna) — село Скалатського повіту, 21 км на північний схід від повітового суду в Скалаті, 3 км на північний схід від залізничної і телеграфної станцій в Підволочиськах. На південь лежать Підволочиська, на захід Підволочиська і Супранівка, на схід Волочиська (в Старокостянтинівському повіті Волинської губернії). Вздовж кордону з півночі на південь пливе Збруч. З північного заходу долучається до Збруча мала притока, яка пливе на південь і схід. Власність більша тут і в Підволочиськах має орної ріллі 1086, лук і городів 202, пасовиськ 14 моргів; власність менша орної ріллі — 1511, лук і городів — 75, пасовиськ — 41 морг. У 1880 році було в селі 177 домів, 1012 мешканців у гміні (895 греко-католиків, 73 римо-католики, 44 мойсеєвого визнання; 977 русинів і 24 поляки). Парафія римо-католицька в Токах, греко-католицька на місці, деканат Скалатський. До парафії належать: Підволочиська, Заднишівка, Мислова і Дорофіївка. У селі є церква під покровом св. Миколая і школа етатова 1-класна. Став 5100 кроків у довжину і 1150 кроків у ширину, непокритий очеретом. |

1883 р. за ініціативою пароха Староміщини о. Стефана Коблянського була відкрита перша на теренах Скалатського і Збаразького повітів читальня «Просвіти». На відкритті читальні був присутній голова Тернопільської філії Товариства «Просвіта» Олександр Барвінський, який в часі урочистості виголосив дві доповіді: «Про збагачення народу самодопомогою у товариствах» та «Про життя і значення Т. Шевченка».
У селі діяли також товариства «Січ», «Луг», «Сокіл», «Сільський господар», «Союз українок», «Відродження», кооператива.
У березні 1962 року у селі був виявлений та заарештований підпільник ОУН – Осадчук Григорій.
12 червня 2020 року, відповідно до розпорядження Кабінету Міністрів України № 724-р «Про визначення адміністративних центрів та затвердження територій територіальних громад Тернопільської області», увійшло до складу Підволочиської селищної громади.
19 липня 2020 року, в результаті адміністративно-територіальної реформи та ліквідації Підволочиського району, село увійшло до складу новоствореного Тернопільського району.

## Релігія
У селі є мурована церква св. Миколая збудована стараннями тодішнього пароха о. Якова Шидловського. Храм належить до Підволочиського деканату Тернопільсько-Зборівської архієпархії УГКЦ. До Другої світової війни церква була матірньою для філіальних (дочірніх) храмів у Дорофіївці (1843—1918), Підволочиську (до 1918), Заднишівці (до 1911) та Мислові (до 1911). Для духовної обслуги вірних парохи с. Староміщини завжди мали помічників — сотрудників.
За часів Незалежної України парохами села були: о. Зиновій Гончарик, о. Олег Пастушин, знову о. Зиновій Гончарик, о. Андрій Тих та о. Юрій Каспрій. Зі Староміщина четверо жителів стали священиками Української Греко-Католицької Церкви, а саме: 1. о. д-р, митрофорний протоієрей Олег Каськів — захистив докторат із церковного права в Папському Східному Інституті в м.Римі; 2. о. Володимир Турин — трагічно загинув в автокатастрофі; 3. о. Ярослав Кондера — священик м. Жмеринка Вінницької області; 4. о. Єронім (Олег) Грім ЧСВВ. У 2008 до сестер Василіянок Провінції св. Архангела Михаїла в Осієку (Хорватія) вступила Мирослава Мостепанюк тепер сестра Теодозія ЧСВВ.

## Пам'ятки
- Церква святого Миколая (збудована в 1889 році);
- Богослужбова Каплиця Покрови Пресвятої Богородиці УГКЦ (збудована у 2001 році на кошти о. д-ра, професора, митрофорного протоієрея Олега Каськіва);
- Фігура Божої Матері в центрі села біля Церкви, збудована за кошти громади с. Староміщина.
- Споруджено пам'ятник воїнам-односельцям, полеглим у німецько-радянській війні (1967, скульптор Я. Мотика);
- встановлено пам'ятні хрести на честь скасування панщини (відновлено 1993);
- Хрести Тверезості (1876, відновлені 1994);
- зроблено символічні могили УСС (1990), на місці загибелі 2-х вояків УПА (2005).

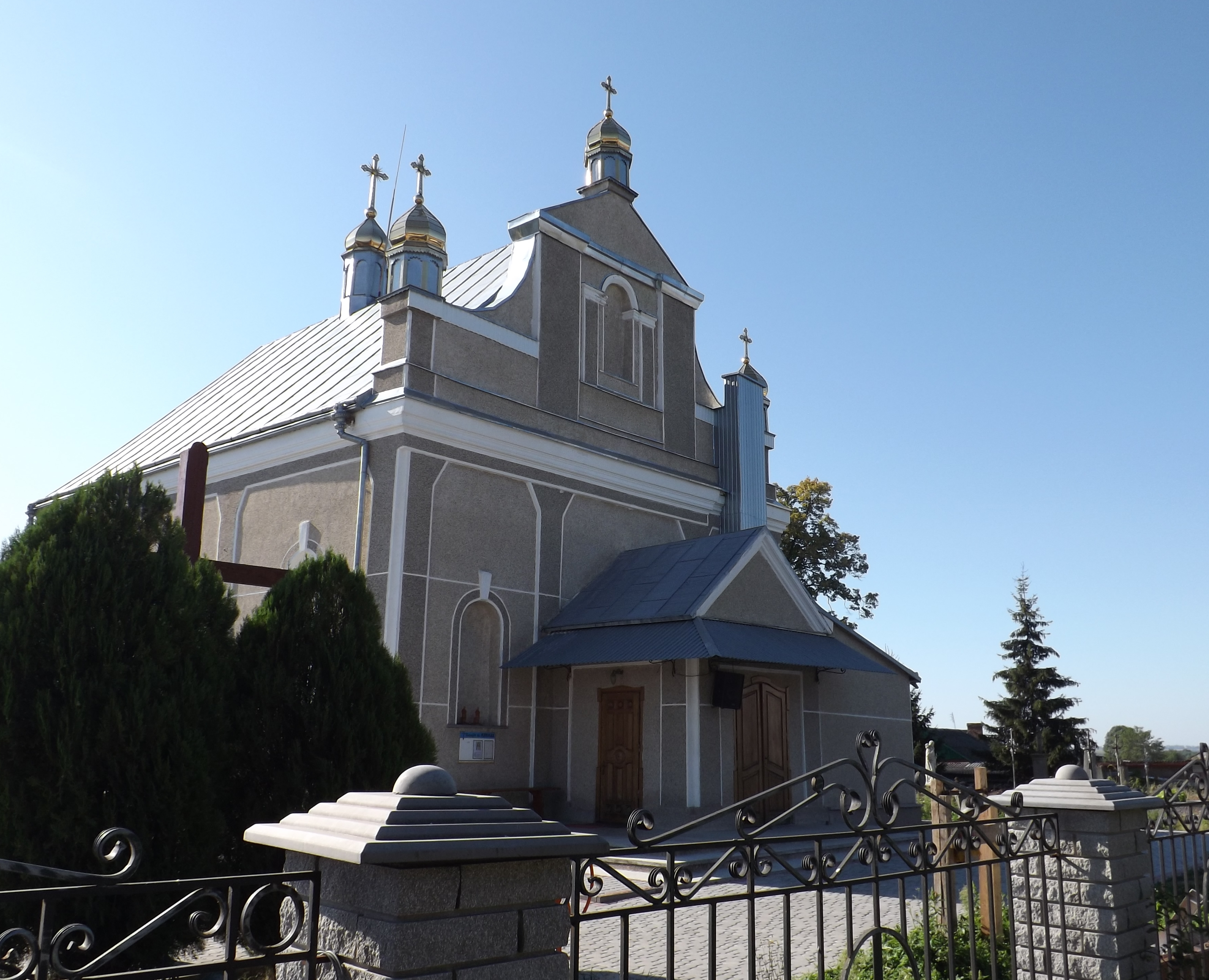
Церква Святого Миколая, 1889
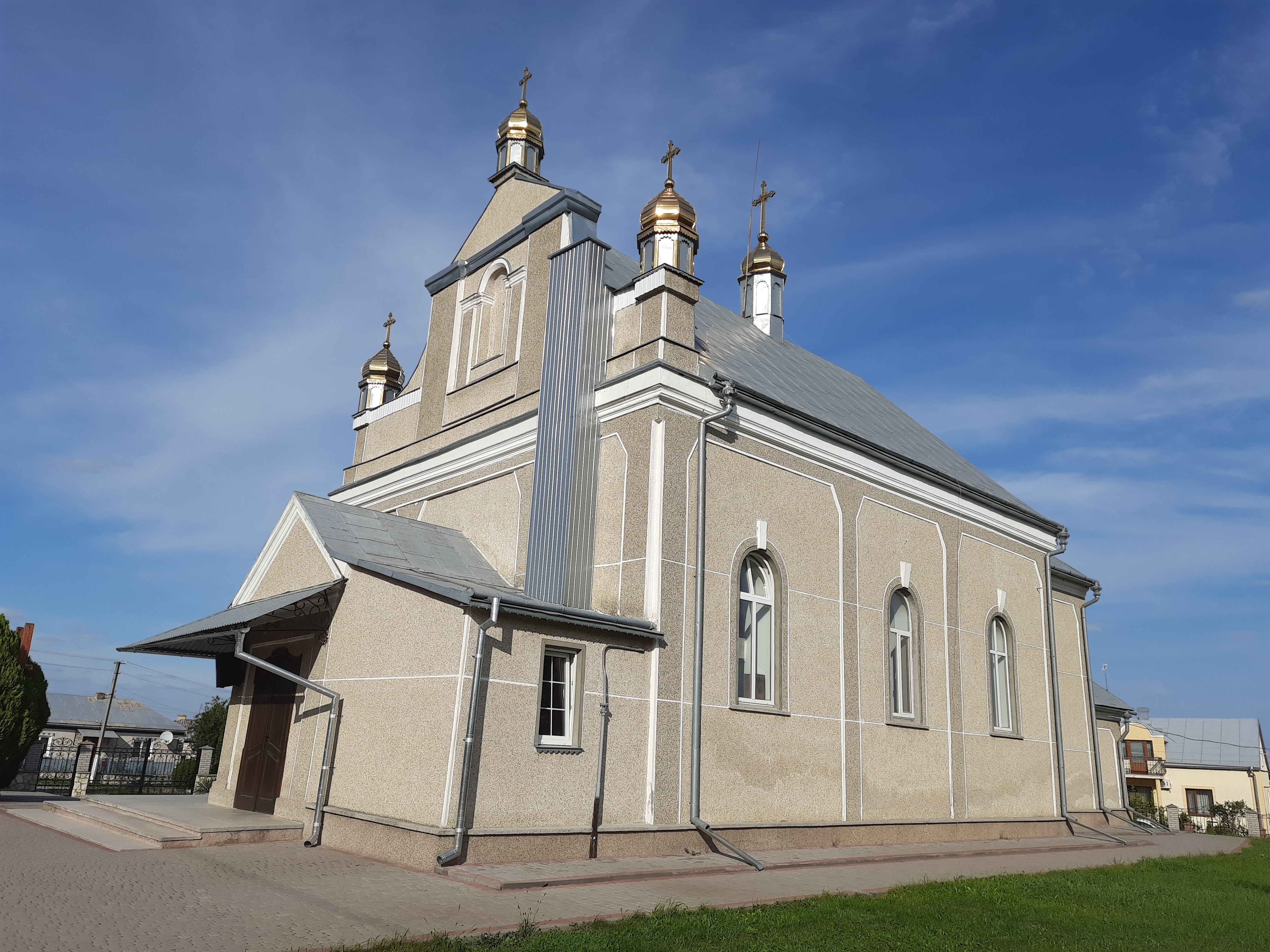
Церква Святого  Миколая
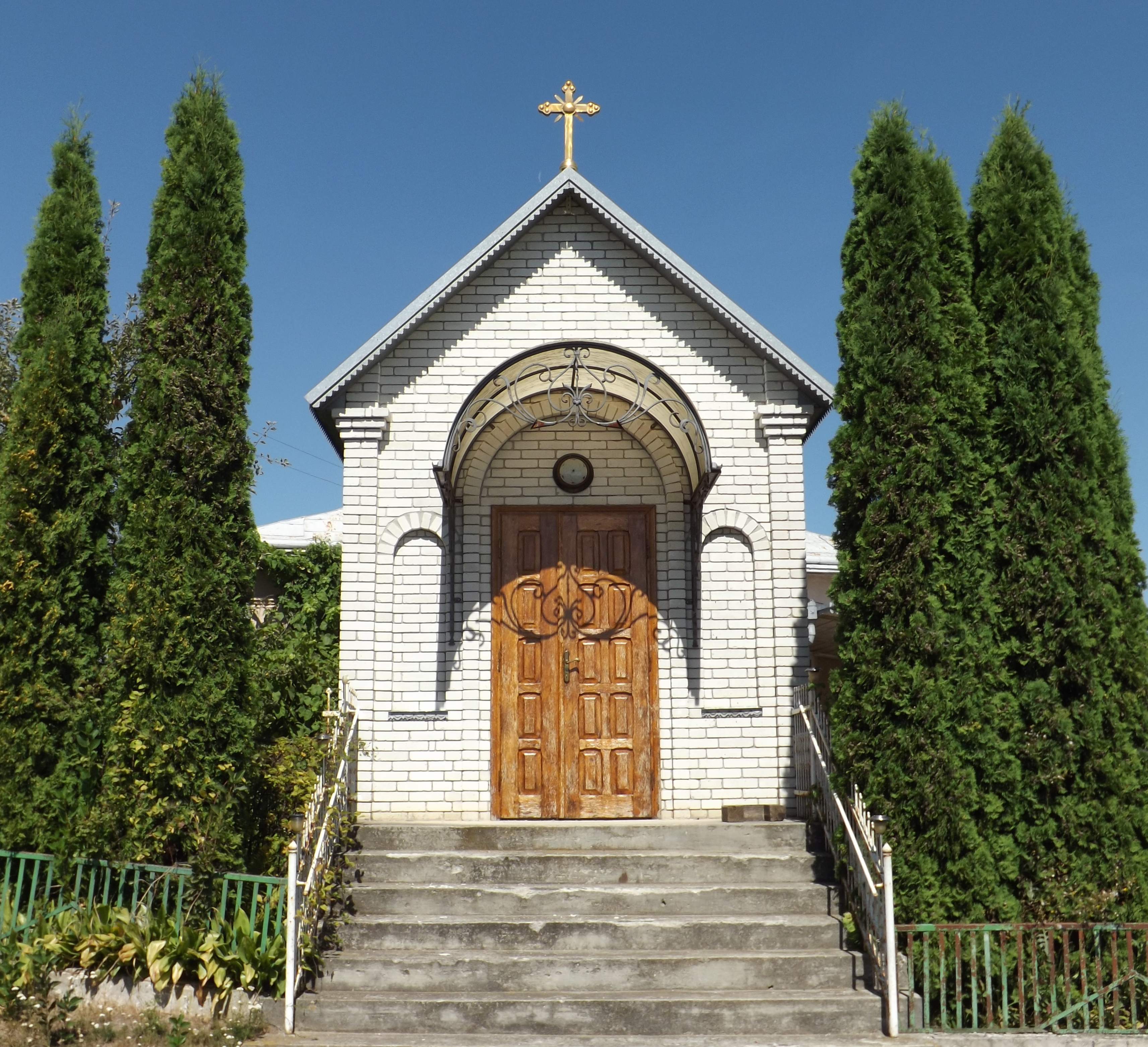
Каплиця Покрови Пресвятої Богородиці, 2001
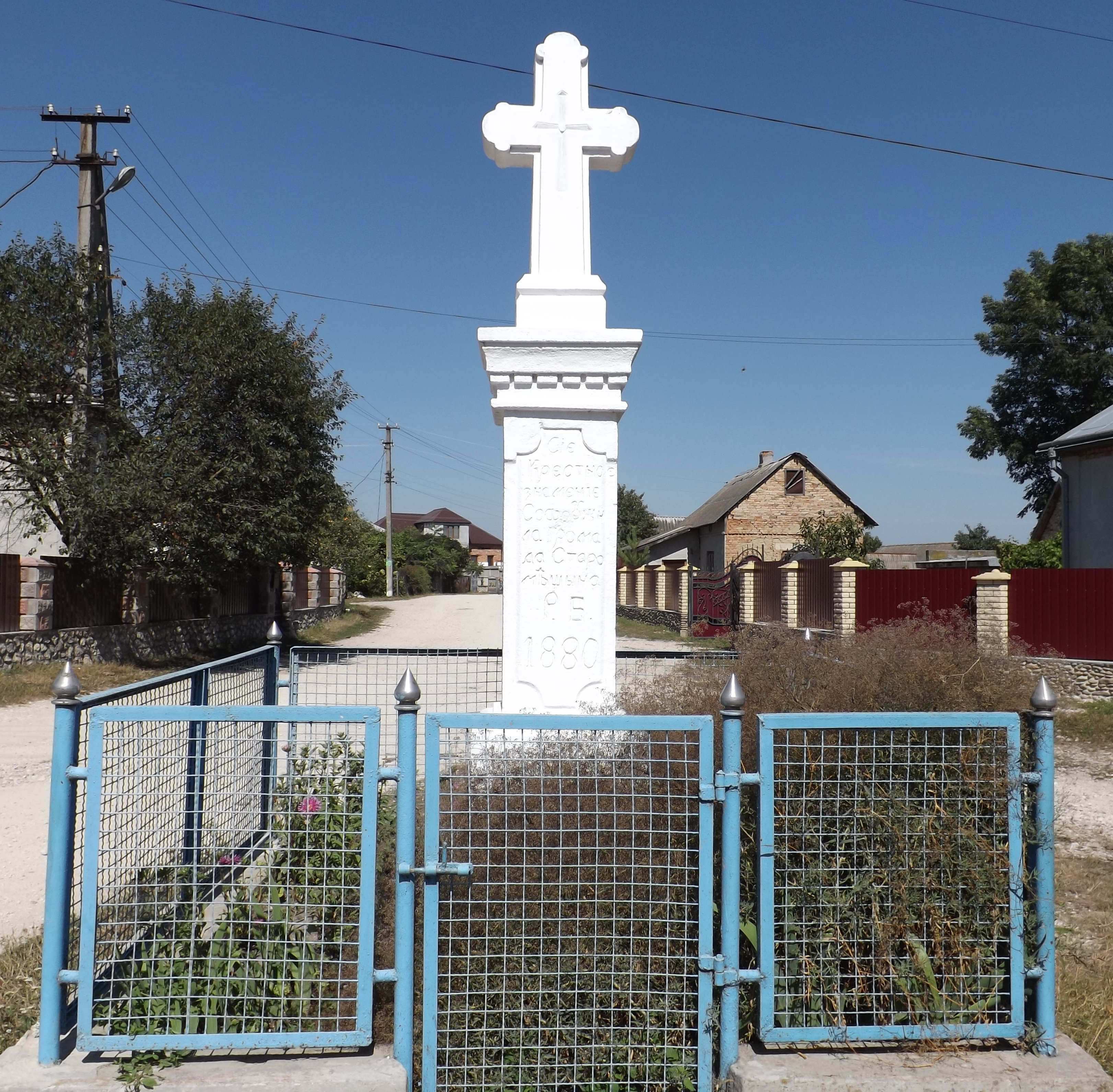
Хрест у центрі села. Напис: «Сіє крестноє знаменіє сооружила громада Староміщини Р. Б. 1880»
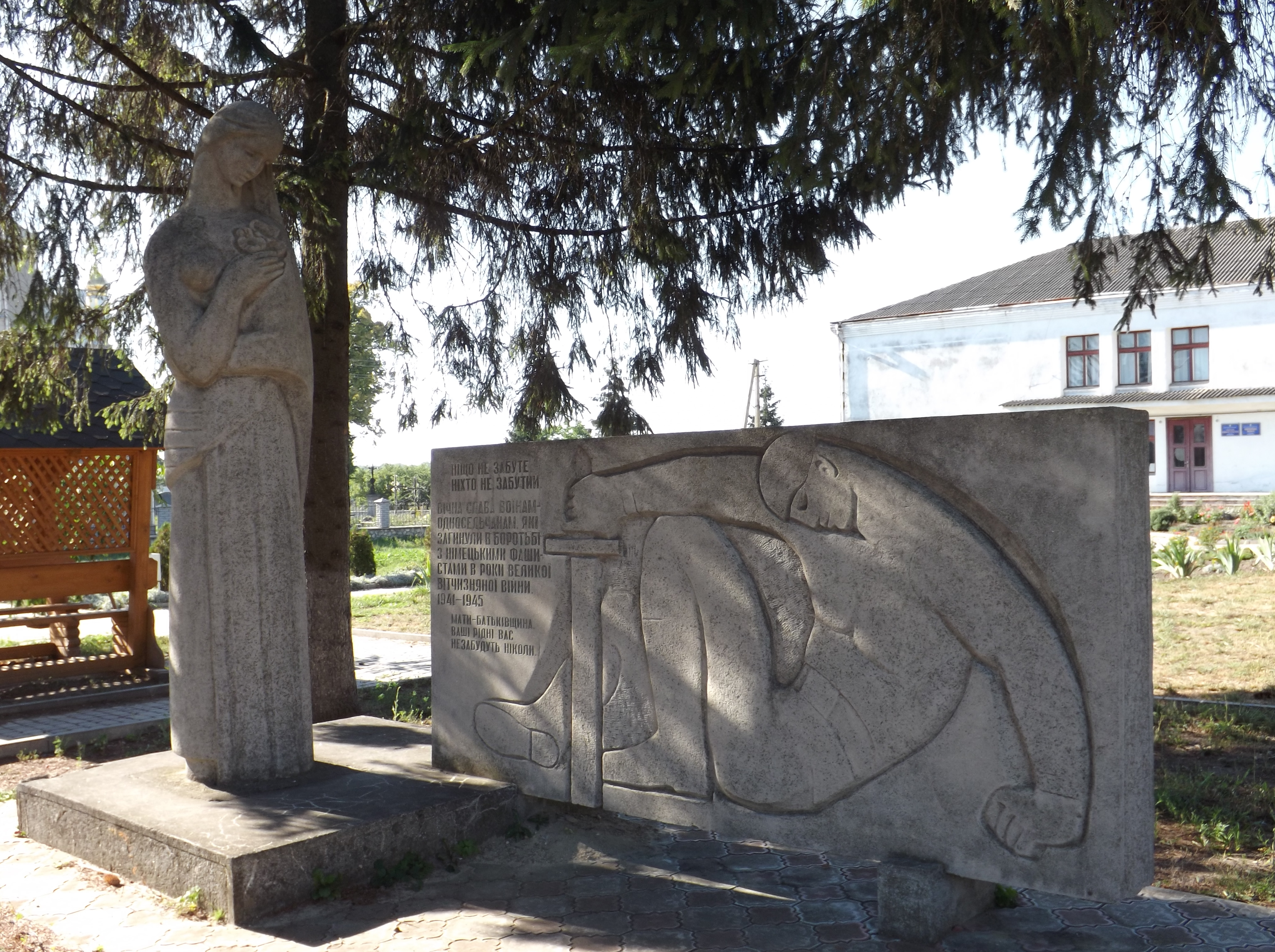
Пам'ятник воїнам-односельцям, скульптор Ярослав Мотика, 1967

## Соціальна сфера
Працюють ЗОШ 1-2 ступ., дитячий садок, Будинок культури, бібліотека, ФАП, відділення зв'язку, торговельні заклади.

## Відомі люди

### Народилися
- Юрій Богуславець — воював у лавах Українських Січових Стрільців,
- Іван Богуславець — булавний УПА (псевдо «Співак»)[6], син Юрія Богуславця,
- Олег Каськів — митрофорний протоієрей, доктор Східного Канонічного Права, ректор Івано-Франківської духовної семінарії,
- Тимофій Рибак — доктор технічних наук, професор,
- Олег Покотило — доктор біологічних наук, професор,
- Павло Назар — доктор медичних наук, професор,
- Андрій Федорович — кандидат біологічних наук, старший науковий співробітник,
- Наталія Куліш (Ткач) — кандидат філософських наук,
- Ярослав Мотика — скульптор, Лауреат Державної премії України ім. Т. Шевченка (1972),
- мати канадської англомовної письменниці та поетеси українського походження Дженіс Кулик-Кіфер[7],
- Каміла Евальд (англ. Camille Ewald) — Каміла Гнатівна Іващук (10.03.1905—5.06.2001) — цивільна дружина американського тренера з боксу Каса Д'Амато і названа матір боксера Майка Тайсона[8],
- Ярослав Бойко (1976—2022) — солдат 44 ОАБр Збройних сил України, учасник російсько-української війни,
- Сергій Якимчук (1988—2023) — солдат 80 ОДШБр Збройних сил України, учасник російсько-української війни.

### Перебували

#### церковні діячі
- Кир Софрон Мудрий, ЧСВВ — єпископ УГКЦ, доктор, професор, ректор Івано-Франківської Богословської Академії,
- Кир Михаїл Гринчишин, ЧНІ — єпископ УГКЦ, доктор, апостольський екзарх для українців Франції, країн Бенілюксу та Швейцарії,
- Кир Володимир Війтишин — митрополит Івано-Франківської Митрополії УГКЦ, доктор,
- Кир Василь Семенюк — митрополит Тернопільсько-Зборівської Митрополії УГКЦ.

#### культурно-освітні та громадські діячі
- громадський діяч Анатоль Вахнянин
- письменник та громадський діяч Іван Франко
- український історик, педагог, громадсько-політичний діяч Олександр Барвінський